# مراجعة الإنتاج الفكري

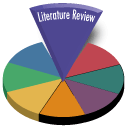

مراجعة الإنتاج الفكري أو المراجعة الأدبية (بالإنجليزية: literature review) نص مكتوب لدراسة منشور يتضمن المعرفة الحالية ومعلومات حديثة حول آخر ما توصل إليه العلم في موضوع معين، بما في ذلك الاكتشافات الجوهرية بالإضافة إلى المساهمات النظرية والعملية من مجموعات البحث العلمي. تستخدم مراجعات الإنتاج الفكري المصادر الثانوية ولا تقوم بنشر الأبحاث الأصلية.
في أغلب الأحيان تكون مراجعة الإنتاج الفكري مقدمة للعديد من الأطروحات أو مقالات أبحاث مراجعة الأقران، وذلك قبل عرض الطرائق والنتائج، كما أن استخدامها شائع في أغلب المواضيع الأكاديمية.
تعد المراجعة المنهجية والتحليل التلوي أحد أنماط مراجعة الإنتاج الفكري.

## اقرأ أيضاً
- بحث علمي
- مقالة مراجعة